# Гольстебро (муніципалітет)
Гольстебро (дан. Holstebro) — комуна у регіоні Центральна Ютландія королівства Данія. Адміністративний центр комуни — місто Гольстебро.

## Географія
Площа — 793 км². 

## Населення
У 2012 році населення муніципалітету становило 57 153 особи.